# Pomagagnon
A Pomagagnon [ejtsd: pomaganyon] egy hegytömb a Délkeleti-Dolomitokban, legmagasabb csúcsa a 2450 méteres Croda di Pomagnon. Az Ampezzói-Dolomitok csoportjához tartozik, déli fala Cortina d’Ampezzo városára néz, északi és északkeleti szomszédja a Cristallo-hegycsoport, amelytől a Nagy-völgy (Val Grande) választja el.

## Fekvése
A Pomagagnon egy meredeken leszakadó sziklafalakkal határolt, szaggatott hegygerinc, amely északnyugat-délkeleti irányban fekszik, hossza kb. 6 kilométer. Északnyugati vége a Boite patak völgyének (Valle del Boite) keleti partján kezdődik, az Im Gemärk-hágótól (Cimabanche) délre, kb. Fiames település és a cortinai repülőtér magasságában. A hegygerinc kelet-délkelet felé vonul Cortina d’Ampezzo északi pereme fölött (itt van Chiamulera frakció, és Tondo-hágó síterep). A hegyhát keleten a Misurina-völgy nyugati oldalán, a Tre Croci-hágóval szemben ér véget.
Pomagagnontól északra és északkeletre a Monte Cristallo 3000 méter fölé nyúló tömbje emelkedik. A két hegységet az észak felől nyíló, széles Val Grande-völgy választja el egymástól.
A Boite-völgyben futó SS51-es országos főútról (Strada Statale di Alemagna) a Cristallo csúcsait nem lehet látni, mert a Pomagagnon (lényegesen alacsonyabb) gerince eltakarja. A Pomagagnon nyugati végével szemben, a Boite-völgy nyugati oldalán a Tofanák fala emelkedik, a gerinc kelet felé az SS48-as útra, a Misurina-völgy útja fölé ér ki, ezen keresztül dél felé a Pian de Bigontina fennsíkra, a Faloria síterepre és az ezek fölé magasodó Sorapiss hegycsoportra tekint.
A Pomagagnon és a Cristallo-hegység falai zárják észak felől a Boite-völgy (a felső Ampezzói-völgy) katlanát. A láthatárt délen a Rocchette, Becco di Mezzodì, a Croda da Lago és a Cinque Torri hegyek határolják.

## Alpinizmus, sport
Cortinához való közelsége miatt a Pomagagnon kedvelt túra- és hegymászócél. Több könnyebb és közepes nehézségű, részben biztosított mászóút található itt. A túrák indíthatók a Boite-völgyből, vagy a Val Grandéból is. A két völgy között a 2072 méteres Zumeles-hasadékon (Forcella Zumeles) vagy a 2178 méteres Pomagagnon-hasadékon (Forcella P.) lehet átjutni, vagy kemény gerincvándorlással a 202–205 sz. hegymászó utakon, a csúcsok alatt.
Az Albino Michielli Strobel nevű via ferrata (vasalt mászóút) a Pomagagnon délnyugati falán, a Boite-völgy fölött található. Fiames településről (a Hotel Fiames parkolójából) kb. egyórás erdei túrával érjük el a mászóút alját, innen mintegy 600 méternyi magasság legyőzése után, részben biztosított mászóúton, a 2240 m magas Punta Fiames csúcsra jutunk, amely páratlan kilátást nyújt a Boite-völgy és a Tofanák felé.
A Cortina d’Ampezzo körüli síterepek a Dolomiti Superski regionális síszövetséghez tartoznak.